# Công viên Wolności ở Bydgoszcz

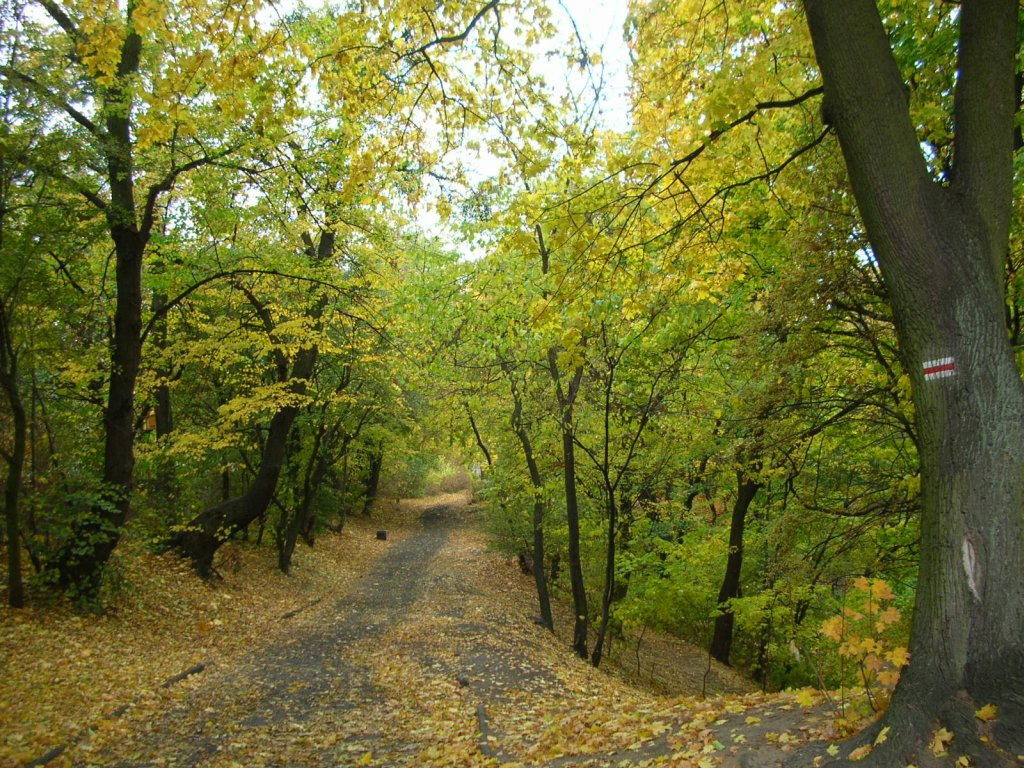
Công viên Wolności ở Bydgoszcz.

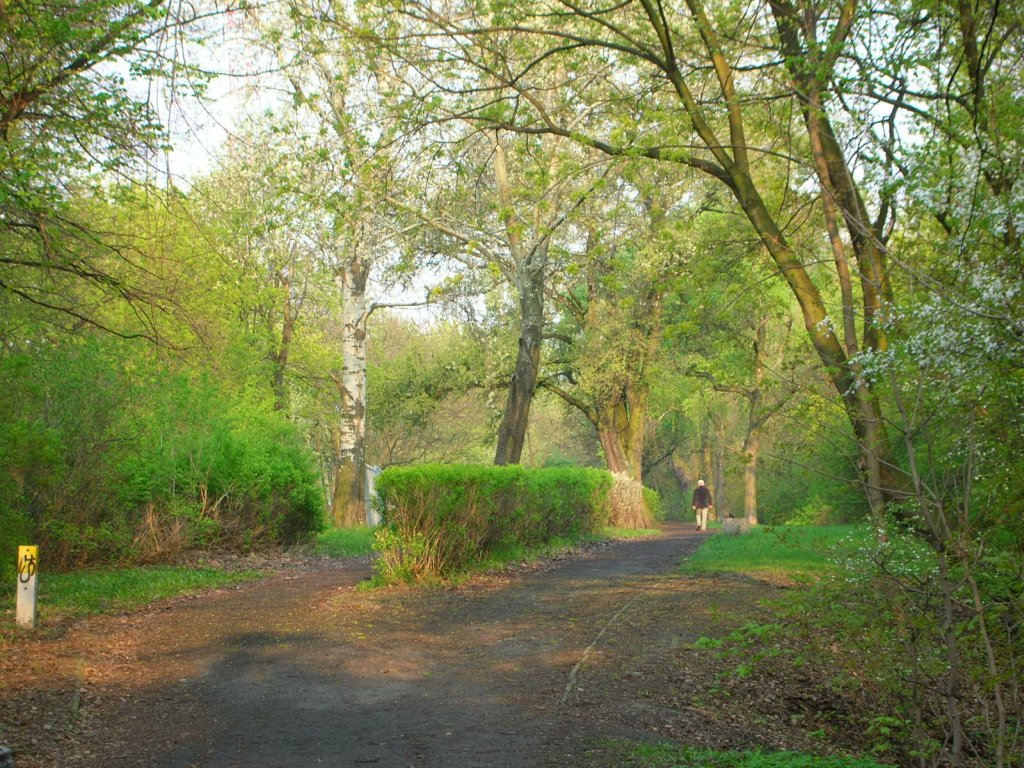
Mùa xuân

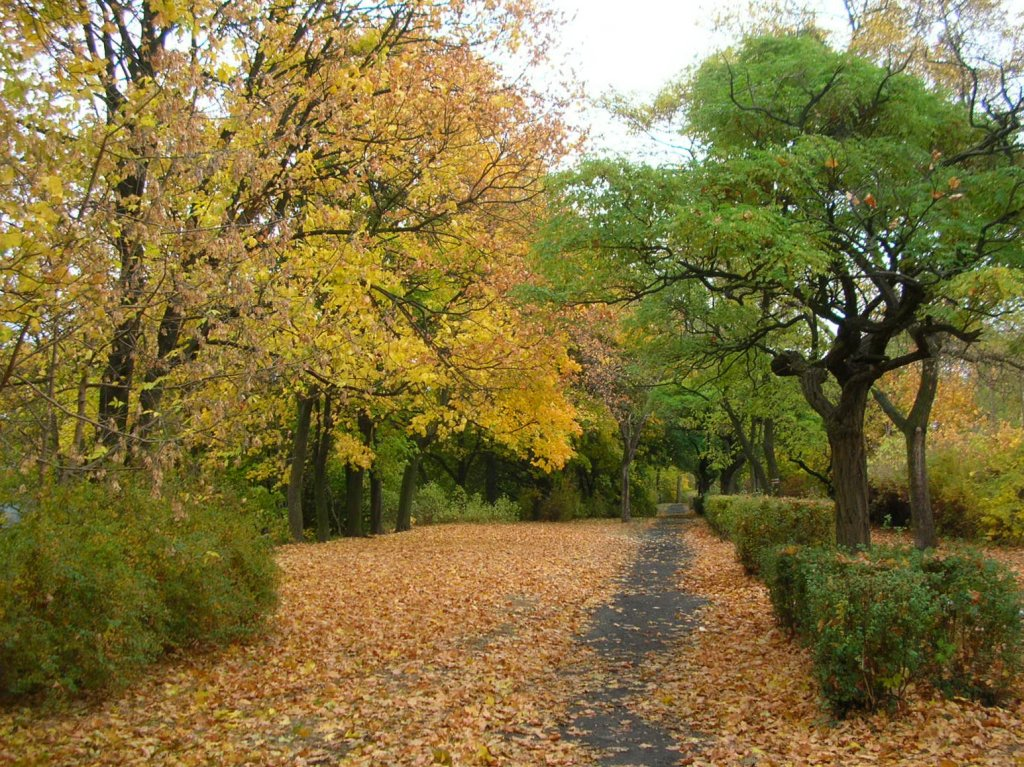
Mùa thu

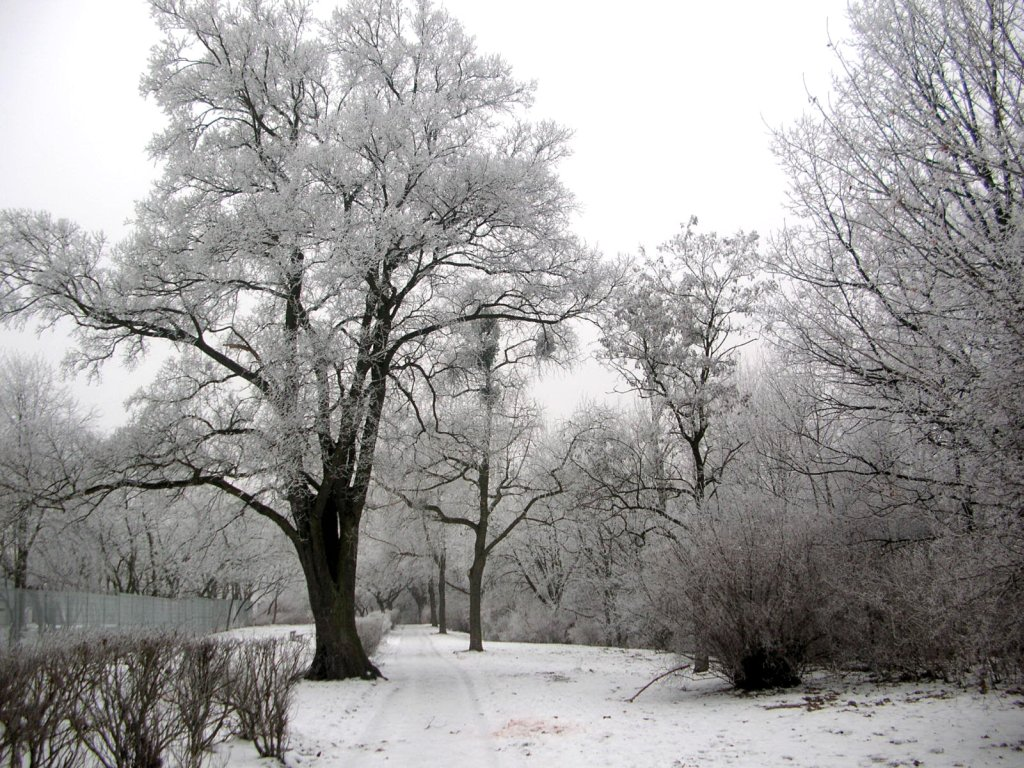
Mùa đông

Công viên Wolności ở Bydgoszcz, hay Công viên Tự do (tiếng Ba Lan: Park Wolności w Bydgoszczy) là một trong những công viên ở thành phố Bydgoszcz, Ba Lan, được thành lập trong giai đoạn 1911-1913. Tổng diện tích là 9,91 ha.

## Vị trí
Công viên tiếp giáp với các con phố: Kujawska, Toruńska và gen. Stanisława Grzmot-Skotnickiego.

## Lịch sử
Công viên được thành lập trong giai đoạn 1911-1913, tận dụng số lượng cây xanh tự nhiên và địa hình thú vị trong khu vực có độ dốc cao. Diện tích ban đầu là 7 ha. Năm 1913, Tháp Bismarck (được gọi là Tháp Tự do từ năm 1920, bằng đá và có độ cao là 25 mét) được người Đức xây dựng tại đây. Ngày 16 tháng 5 năm 1928, Tháp Tự do bị nổ tung với 30 kg thuốc nổ TNT. Tàn tích còn sót lại của tháp là những bậc thang dẫn lên đồi (bắt đầu từ Phố Toruńska).
Tên gọi qua các giai đoạn:
- 1913-1920: Bismarckhöhe (tên tiếng Đức)
- Từ năm 1920:  Công viên trên Đồi Wolności
- Từ năm 2019: Công viên Wolności.[3][4]

## Thăm quan
Các địa điểm đáng chú ý xung quanh công viên bao gồm:
- Đại lộ đi bộ và ngắm cảnh: Dọc ngọn đồi trong công viên, du khách có thể quan sát toàn cảnh thành phố Bydgoszcz từ độ cao khoảng 30 mét.
- Cây sồi có chu vi 343 cm: Năm 2011, cây sồi này được đưa vào danh sách di tích tự nhiên và được đặt tên là: "Cây sồi của Quân khu Pomeranian".[5]
- Con đường du lịch xanh "Relaks": Con đường này chạy qua công viên, đến bến xe buýt, qua rừng Bydgoszcz, rồi đến hồ Jezuickie (16 km).[6]